# Ineke Van Schoor
Ineke Van Schoor (Halle, 6 november 1995) is een Belgisch acrogymnaste.

## Levensloop
Ineke Van Schoor, woonachtig te Itterbeek, sloot zich aan bij Ambitious Pro Gymnastics en liep school aan de Topsportschool te Gent. In 2014 won ze samen met het Belgische team, voorts bestaande uit Kaat Dumarey en Julie Van Gelder, brons op het wereldkampioenschap in het Franse Levallois-Perret. Een jaar later won datzelfde team driemaal goud op de eerste Europese Spelen in Bakoe, Azerbeidzjan. Het waren de eerste gouden medailles voor België in de geschiedenis van de Europese Spelen. Tevens won het trio op het EK van 2015 goud in de disciplines 'allround' en 'balans' en zilver in de tempo-oefening.